# Distrito electoral de Valentine (condado de Cherry, Nebraska)
Valentine (en inglés: Valentine Precinct) es un distrito electoral ubicado en el condado de Cherry en el estado estadounidense de Nebraska. En el Censo de 2010 tenía una población de 799 habitantes y una densidad poblacional de 0,63 personas por km².

## Geografía
Valentine se encuentra ubicado en las coordenadas 42°51′25″N 100°31′43″O / 42.85694, -100.52861. Según la Oficina del Censo de los Estados Unidos, Valentine tiene una superficie total de 1261.13 km², de la cual 1260.23 km² corresponden a tierra firme y (0.07%) 0.89 km² es agua.

## Demografía
Según el censo de 2010, había 799 personas residiendo en Valentine. La densidad de población era de 0,63 hab./km². De los 799 habitantes, Valentine estaba compuesto por el 93.62% blancos, el 0.25% eran afroamericanos, el 3.38% eran amerindios, el 0.88% eran asiáticos, el 0% eran isleños del Pacífico, el 0.5% eran de otras razas y el 1.38% pertenecían a dos o más razas. Del total de la población el 1.13% eran hispanos o latinos de cualquier raza.